# عطلة لبرانتي
عطلة لبرانتي هو فيلم جزائري كوميدي، تم إنتاجه عام 1999، العمل تم إهدائه لحاج عبد الرحمن.

## الطاقم
- مدير التصوير : سيد علي حالو
- مسؤولة التركيب : فاطمة رزوق
- مسؤول الصوت : توفيق بوعصام
- الصورة : حميد حمدي
- مساعد أول للإخراج : نجاة طيبون
- مساعد ثاني للإخراج : ربيع خروى
- مدير الإنتاج : محمد بن عيجة
- إخراج : بن عمر بختي

## الممثلون
- يحيى بن مبروك لابرانتي - المفتش يحى
- بيونة
- عنتر هلال المخترع
- زباطة مساعد لابرانتي
- حكيم دكار Emilio
- يوسف مزياني المهرب 1
- مصطفى برور le comissaire
- ليندة ياسمين
- مراد زيروني
- عزيز دقة الطالب 3 في الشرطة
- مداني مسلم الطالب 2 في الشرطة
- ياسين بن جملين المهرب 2
- نعيمة عبابسة
- مراد فلوحي